# Fran Jonas
Frances Cecilia Jonas, bekannt als Fran Jonas (* 8. April 2004 in Auckland, Neuseeland) ist eine neuseeländische Cricketspielerin die seit 2021 für die neuseeländischen Nationalmannschaft spielt.

## Aktive Karriere
Nachdem Jonas im nationalen neuseeländischen Cricket überzeugen konnte, gab sie ihr Debüt in der Nationalmannschaft im Februar 2021 in der WODI-Serie gegen England. Ein Jahr später wurde sie dann für den Women’s Cricket World Cup 2022 nominiert und erhielt dort einen Einsatz. Im Sommer war sie Teil des neuseeländischen Teams bei den Commonwealth Games 2022 und gab dort ihr Debüt im WTwenty20-Cricket. Daraufhin etablierte sie sich im Team und bei der Tour in den West Indies im Oktober 2022 erreichte sie in der WTwenty20-Serie 3 Wickets für 16 Runs. Im Dezember wurde sie für den ICC U19 Women’s T20 World Cup 2023 nominiert, verpasste diesen jedoch mit einer Unterschenkelverletzung. Daraufhin wurde sie für den ICC Women’s T20 World Cup 2023 nominiert. Dort gelang ihr in drei Spielen ein Wicket.